# Bogdan Włosik
Bogdan Jan Włosik (ur. 6 lipca 1962 w Krakowie, zm. 13 października 1982 tamże) – 20-letni uczeń III klasy technikum, pracujący w Hucie im. Lenina, zastrzelony podczas demonstracji w Nowej Hucie. 

## Życiorys
Syn Ireny i Juliana. Uczył się w technikum wieczorowym w Krakowie-Nowej Hucie oraz pracował jako elektryk na Wydziale Walcowni Zimnej Blach Huty im. Lenina. Od 9 września 1980 był członkiem Niezależnego Samorządnego Związku Zawodowego „Solidarność”. Po wprowadzeniu stanu wojennego został łącznikiem pomiędzy komitetem strajkowym a walcownią, brał udział we wszystkich strajkach i pochodach organizowanych w jego zakładzie pracy. 13 października 1982, jak 13. dnia każdego miesiąca w 1982, w miesięcznicę wprowadzenia stanu wojennego odbywały się w Krakowie manifestacje uliczne. Tego dnia były one szczególnie intensywne, gdyż  8 października 1982 Sejm PRL uchwalił nową ustawę o związkach zawodowych, która zdelegalizowała, zawieszoną 13 grudnia 1981, NSZZ „Solidarność”. Pokojowe demonstracje w Nowej Hucie zostały zaatakowane przez ZOMO, co doprowadziło do wielogodzinnych walk ulicznych.
Bogdan Włosik został zastrzelony poza obszarem głównych walk – przy kościele w Bieńczycach. Według najbardziej prawdopodobnej wersji wydarzeń, kapitan SB Andrzej Augustyn ubrany po cywilnemu usiłował zatrzymać stojących tam ok. 13-letnich chłopców. Jeden z chłopców krzyknął: „Ubek!” i wtedy Augustyn rzucił się do ucieczki. Przeskakując przez żywopłot, wywrócił się. W panice sięgnął po broń i oddał śmiertelny strzał wprost w nadbiegającego Bogdana Włosika. Zgodnie z dokumentacją medyczną kula wystrzelona z pistoletu P-64 rozerwała m.in. wątrobę i śledzionę.

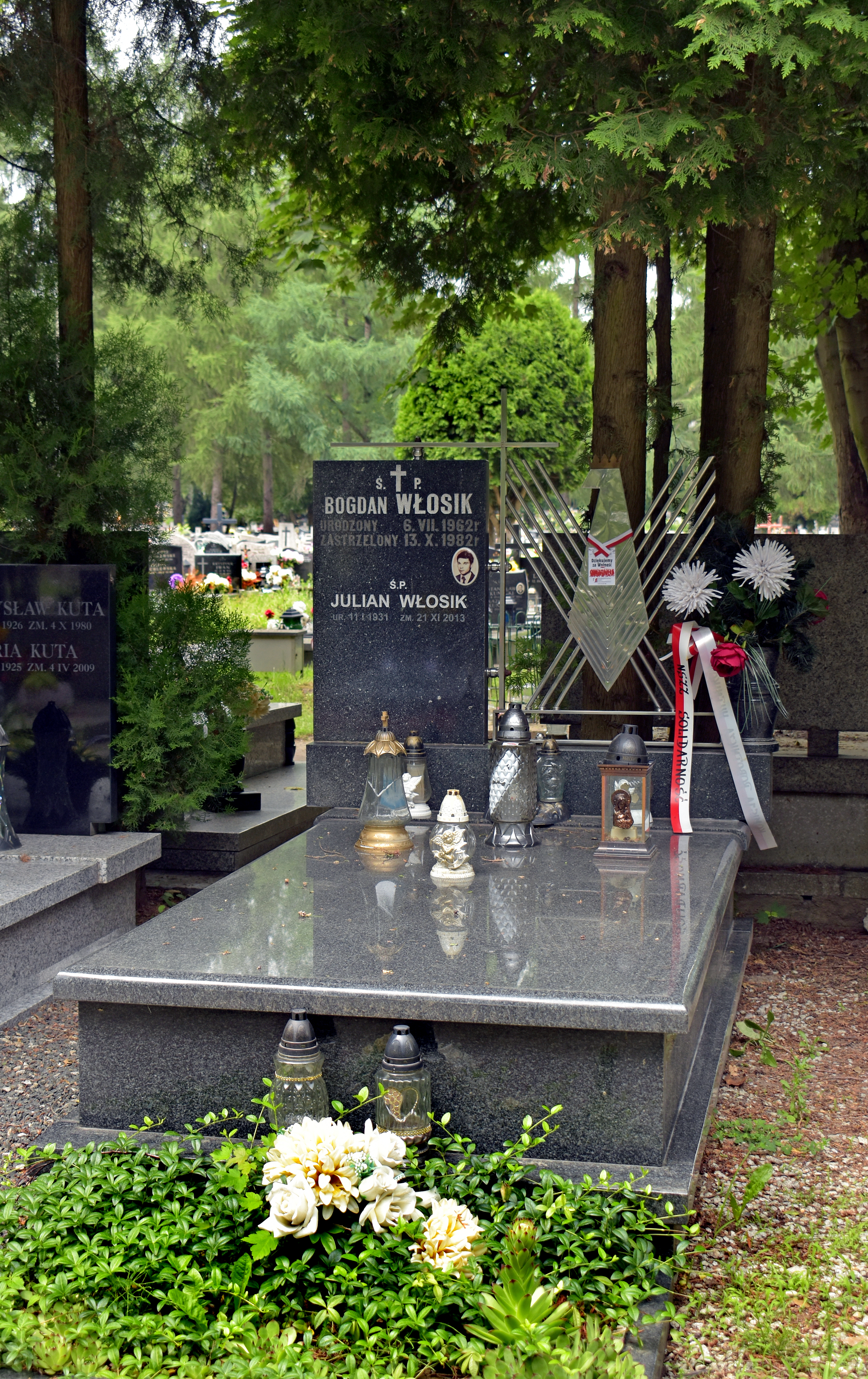
Grób Bogdana Włosika na cmentarzu Grębałowskim w Krakowie

Śmierć młodego robotnika spowodowała kolejne demonstracje i walki uliczne w Krakowie (głównie w Nowej Hucie) aż do dnia pogrzebu – 20 października 1982. Na cmentarz Grębałowski w Krakowie przyszło 20 tys. ludzi. Uroczystość stała się kolejną manifestacją przeciwko ustrojowi PRL i wprowadzeniu stanu wojennego.
Zabójca Bogdana Włosika, kpt. Andrzej Augustyn, pracował w SB do 1987. Potem, w wieku 40 lat, przeszedł na uprzywilejowaną emeryturę. W czasach PRL nie poniósł żadnej odpowiedzialności za swój czyn. Dopiero 16 grudnia 1991 został skazany na 8 lat pozbawienia wolności. Potem sąd apelacyjny podwyższył tę karę do lat 10. Wyszedł na wolność na przedterminowe zwolnienie po pięciu i pół roku.
W 2010 Prezydent RP Bronisław Komorowski na wniosek wojewody małopolskiego Stanisława Kracika odznaczył rodziców ofiary: Irenę i Juliana Włosików Krzyżem Kawalerskim Orderu Odrodzenia Polski, za to, że – mimo osobistej tragedii, jakim była dla nich śmierć syna – od pierwszych dni uczestniczyli w działaniach, które doprowadziły do wyjaśnienia okoliczności zabójstwa i ukarania sprawców. W 2019 otrzymał pośmiertnie Krzyż Wolności i Solidarności.

## Upamiętnienie

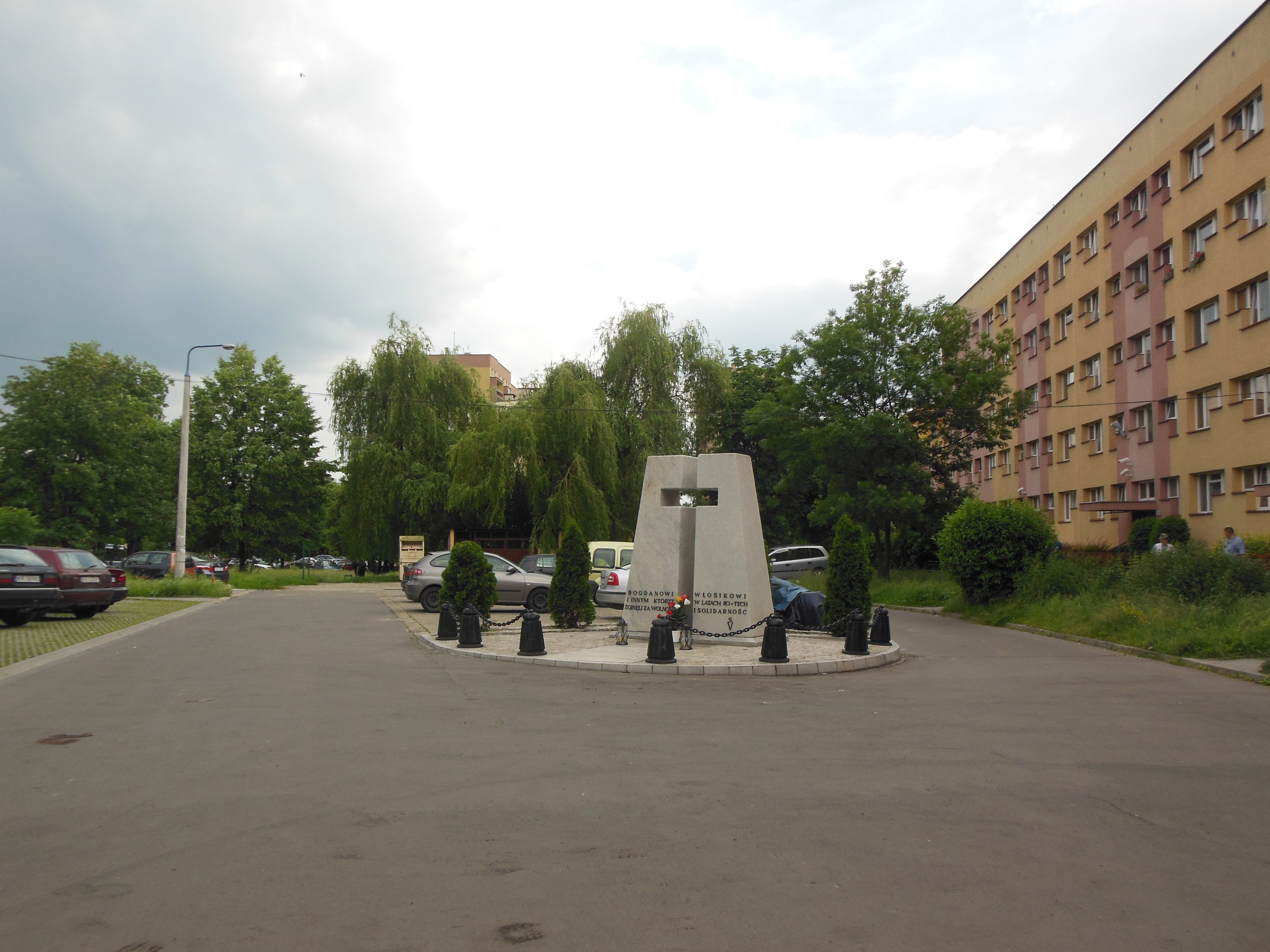
Plac Włosika w Bieńczycach – miejsce jego śmierci

W 1992 w Nowej Hucie naprzeciwko kościoła Arka Pana, w dziesiątą rocznicę śmierci Bogdana Włosika, odsłonięto pomnik projektu Heleny Łyżwy upamiętniający jego i inne ofiary stanu wojennego. W Nowej Hucie odbywa się coroczny Bieg Memoriałowy im. Bogdana Włosika organizowany przez hutniczą „Solidarność”.

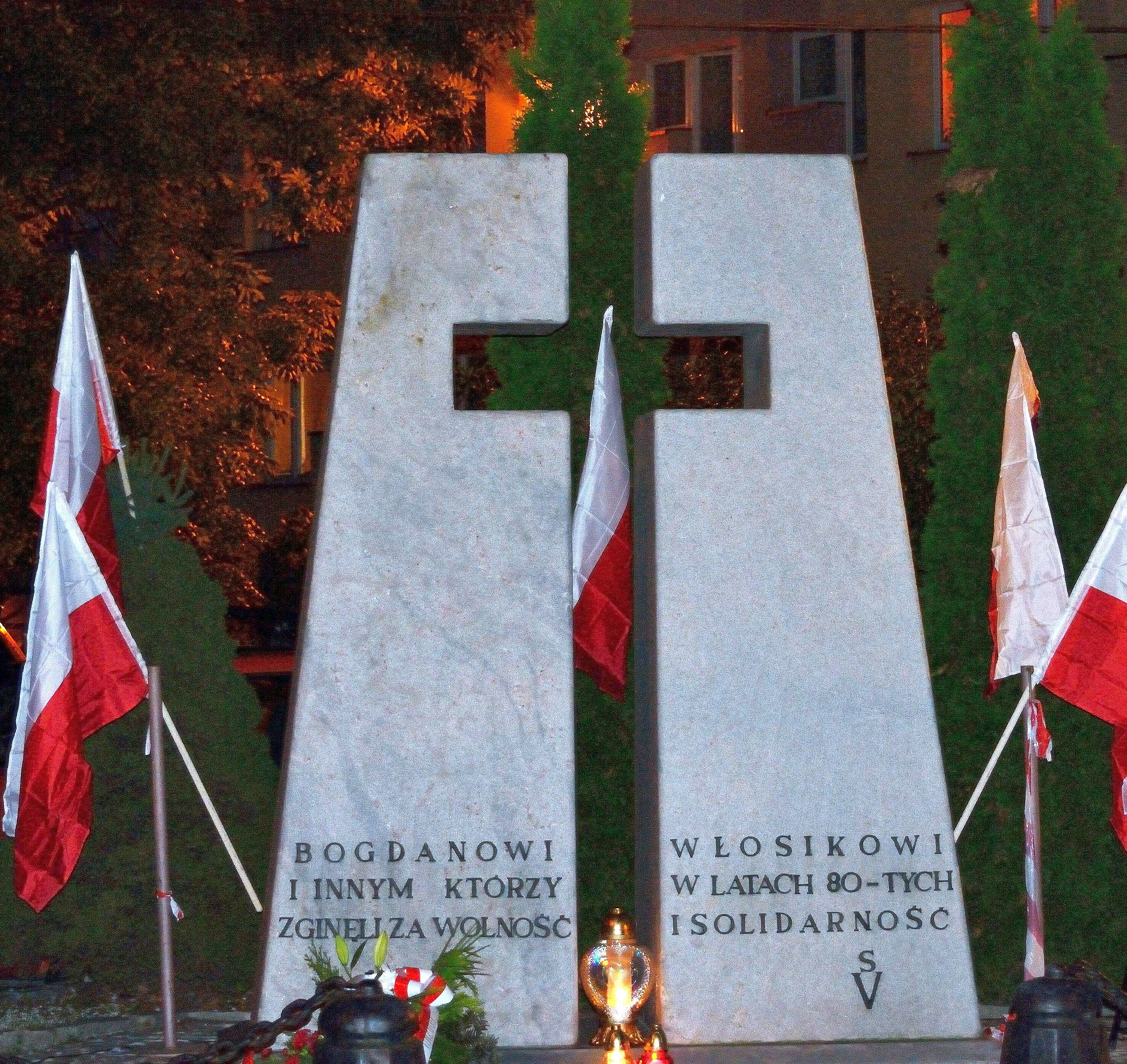
Pomnika Bogdana Włosika w Nowej Hucie w rocznicę śmierci (13.10.2017)